# Henry Frederick Stephenson
Almirante Sir Henry Frederick Stephenson KCVO, KCB (7 de junho de 1842 – 16 de dezembrode 1919) foi um oficial da Marinha Real Britânica, cortesão e explorador do Ártico.

## Primeiros anos e carreira
Stephenson era filho do membro do parlamento inglês Henry Frederick Stephenson (20 de setembro de 1790 – 30 de julho de 1858) e da senhora Mary Keppel.
Em 18 de dezembro de 1855 se alistou na Marinha Real se tornando um cadete naval no HMS St Jean d'Acre, comandado pelo seu tioHenry Keppel e servindo no Mar negro durante a Guerra da Crimeia. De setembro de 1856 a abril de 1857 serviu sob o comando de Keppel como cadete no HMS Raleigh servindo nas Índias e China durante a Segunda Guerra anglo-chinesa até o naufrágio do seu navio próximo àMacau quando atingiu uma rocha não catalogada nos mapas. Toda a tripulação sobreviveu. Em junho de 1857 serviu como aspirante da marinha no HMS Pearl durante a Revolta dos Sipais, durante a qual recebeu a Menção nos Despachos por três vezes. Em junho de 1861 foi promovido à Tenente no HMS Emerald defendendo o Canal da Mancha.